# Аль-Хусейни, Хусейн
Хусейн аль-Хусейни (араб. حسين لحسيني‎, ум. 1918) — мэр города Иерусалима с 1909 по 1917 год, во время Османской империи.
Под его правлением город получил сильный толчок развития. В то время было построено много дорог и был начат проект канализации сточных вод. Он был директором общества Красного Полумесяца, основанного в 1915 году и способствовал взаимопониманию между арабами и евреями.
Его отец Селим аль-Хусейни и брат Муса аль-Хусейни также были мэрами Иерусалима.